# Cestica
Cestica (mezi lety 1890 a 1910 Čestica) je vesnice a správní středisko stejnojmenné opčiny v Chorvatsku ve Varaždinské župě. Nachází se nedaleko hranic se Slovinskem, asi 18 km severozápadně od Varaždinu. V roce 2011 žilo v Cestici 504 obyvatel, v celé opčině pak 5 806 obyvatel. U několika vesnic na sebe navazuje jejich zastavěné území, takže tvoří de facto jediné sídlo.
V opčině se nachází celkem dvacet trvale obydlených vesnic. Ačkoliv je Cestica správním střediskem opčiny, není jejím největším sídlem; tím je vesnice Gornje Vratno s 1 301 obyvateli, následuje Babinec s 575 obyvateli a Cestica je až třetím největším sídlem opčiny.
- Babinec – 575 obyvatel
- Brezje Dravsko – 209 obyvatel
- Cestica – 504 obyvatel
- Dubrava Križovljanska – 267 obyvatel
- Falinić Breg – 100 obyvatel
- Gornje Vratno – 1 301 obyvatel
- Jarki – 155 obyvatel
- Kolarovec – 249 obyvatel
- Križanče – 126 obyvatel
- Križovljan Radovečki – 253 obyvatel
- Mali Lovrečan – 65 obyvatel
- Malo Gradišće – 124 obyvatel
- Natkrižovljan – 291 obyvatel
- Otok Virje – 251 obyvatel
- Radovec – 336 obyvatel
- Radovec Polje – 144 obyvatel
- Selci Križovljanski – 184 obyvatel
- Veliki Lovrečan – 337 obyvatel
- Virje Križovljansko – 270 obyvatel
- Vratno Otok – 65 obyvatel

Územím opčiny prochází státní silnice D2 a župní silnice Ž2027, Ž2028, Ž2029, Ž2035, Ž2044 a Ž2045. Opčinou protéká řeka Dráva a nachází se zde také Ormožské jezero.